# هارت‌لند راک
هارت‌لند راک (انگلیسی: Heartland rock) ژانری از موسیقی راک است که با سبک موسیقی مستقیم و غالباً روتس راک مرتبط است.
تام پتی، باب سگر، بروس اسپرینگستین و جان ملنکمپ و هنرمندان موسیقی کانتری، از جمله استیو ارل و جو الی، این ژانر را آغاز کردند. این ژانر در دهه ۱۹۷۰ توسعه یافت و در دهه ۱۹۸۰ به اوج تجاری خود رسید، زمانی که به یکی از پرفروش‌ترین ژانرها در ایالات متحده تبدیل شد. در دهه ۱۹۹۰، ژانر رو به افول رفت و شروع به محو شدن نمود، اما چهره‌های اصلی همچنان با موفقیت تجاری همراه هستند.